# McDonnell Aircraft Corporation
McDonnell Aircraft Corporation va ser un fabricant aeroespacial estatunidenc amb base a Saint Louis (Missouri). L'empresa va ser fundada el 6 de juliol de 1939 per James Smith McDonnell, i va ser coneguda principalment per els seus caces militars, entre aquests l'F-4 Phantom II, i altres aeronaus tripulades com la càpsula dels programes Mercury i Gemini. McDonnell Aircraft es va fusionar el 1967 amb Douglas Aircraft Company creant -se McDonnell Douglas.

## Història
James McDonnell va fundar J.S. McDonnell & Associates a Milwaukee, Wisconsin l'any 1928 per tal de produir una aeronau personal per a ús familiar. La depressió econòmica de 1929 va espatllar els seus plans i l'empresa va col·lapsar fent que anés a treballar per Glenn L. Martin però el 1938 va deixar a Martin per tornar a fundar una empresa pròpia, McDonnell Aircraft Corporation, basada a St. Louis, Missouri el 1939.
La Segona Guerra Mundial va suposar un impuls important per la nova empresa creixent de 15 empleats el 1939 fins a 5.000 al final de la guerra, esdevenint un productor significatiu de parts d'aeronau, i també va desenvolupar el prototipus de caça XP-67 Bat. McDonnell també va desenvolupar el míssil guiat LBD-1 Gargoyle. McDonnell Aircraft després de la guerra va patir a causa del final de comandes per part del govern i un superàvit d'aeronaus de la guerra que va fer que hagués de prescindir de gran part dels seus treballadors. L'inici de la Guerra coreana va ajudar a McDonnell a convertir-se en un subministrador important d'avions de caça.

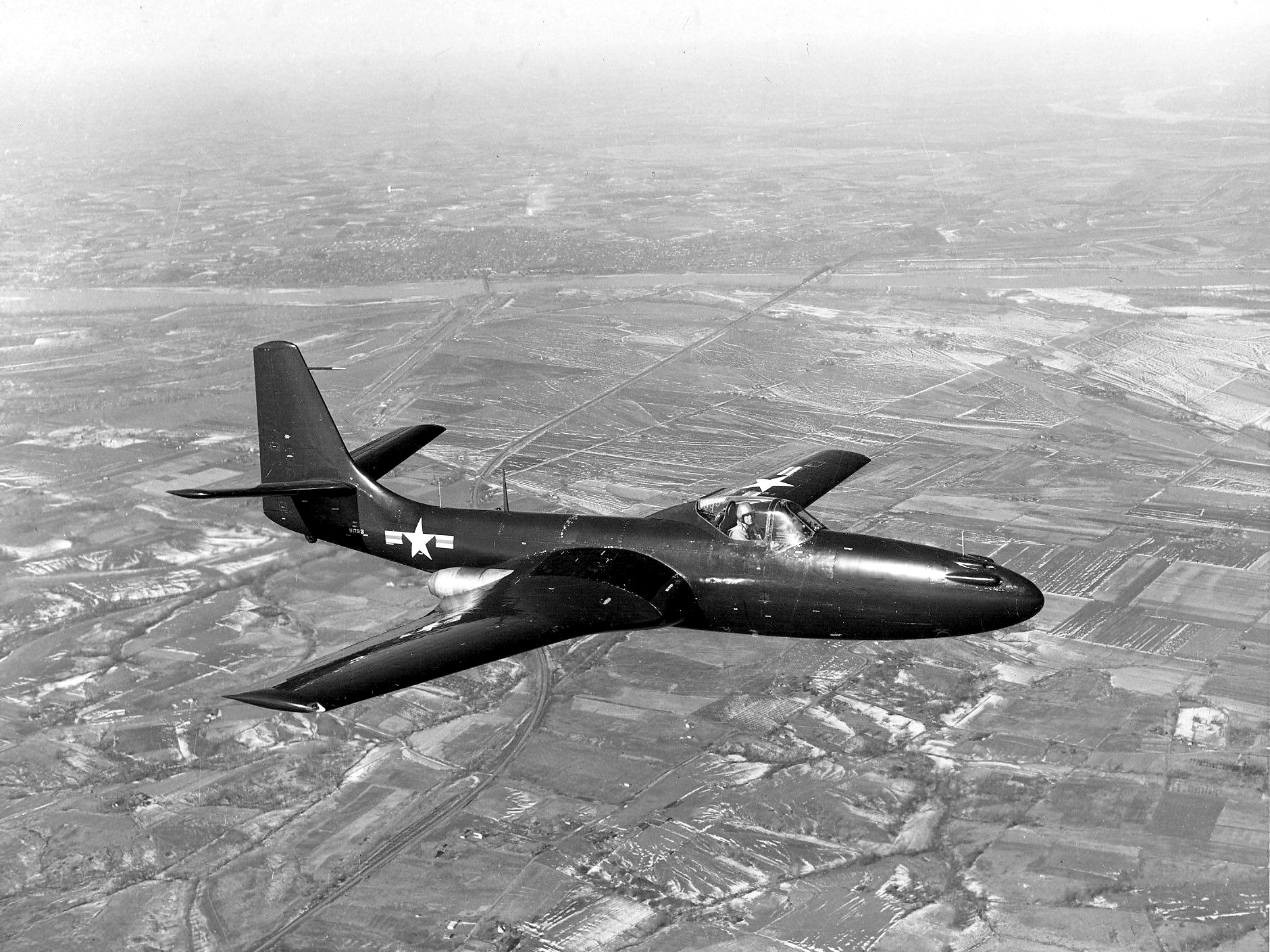
FH-1 Phantom, 1948

L'any 1943, McDonnell va començar a desenvolupar avions de reacció en ser convidats per licitar en un concurs de l'US Navy i construint finalment, després de la guerra, el reeixit FH-1 Phantom. El Phantom va introduir el rellevant disseny de McDonnell amb els motors col·locats endavant sota el buc i sortint només per darrere de l'ala, una distribució que seria utilitzada també amb èxit en el F2H Banshee, F3H Demon, i el F-101 Voodoo.
L'any 1946, Dave Lewis es va unir a l'empresa com a Cap d'Aerodinàmica i va dirigir el desenvolupament, entre d'altres, del llegendari F-4 Phantom II el 1954, que va ser introduït al servei el 1960.
Lewis va esdevenir Vicepresident Executiu l'any 1958 per, finalment convertir-se en President i Cap Oficial Operatiu el 1962. Lewis va passar a dirigir la Divisió de Douglas Aircraft el 1967 després de la fusió que va donar a lloc a McDonnell Douglas. L'any 1969, va tornar a St. Louis com a President de McDonnell Douglas.
McDonnell va construir diversos míssils, incloent el pioner Gargoyle i l'inusual ADM-20 Quail, experimentant també amb el vol hipersònic, recerca que els va habilitar per aconseguir una participació substancial en els projectes Mercury i Gemini de la NASA. Tot i que ara l'empresa tenia molta importància i molts treballadors, continuava tenint problemes, un dels quals era que no tenia vessant civil, el que la feia vulnerable a qualsevol disminució de les demandes per temporades de pau.
Mentrestant, Douglas Aircraft tenia problemes amb el flux d'efectiu i també amb els elevats costos de desenvolupament, principalment del Douglas DC-8. També estava patint per la falta de comandes. Ambdues empreses van començar a parlar sobre una fusió l'any 1963, ja que, aparentment era una bona solució per totes dues. El negoci civil de Douglas protegiria la manca de comandes en cas de pau de McDonnell mentre que el flux per els contractes militars de McDonnell donarien seguretat financera a Douglas.
Finalment Douglas va acceptar l'oferta de McDonnell el mes de desembre de 1966, i les dues empreses es van fusionar oficialment el 28 d'abril de 1967 passant a ser McDonnell Douglas Corporation (MDC), amb la seva base i les seves instal·lacions a St. Louis. Aquell mateix any, amb la fusió de McDonnell i Douglas Aircraft, Dave Lewis, llavors president de McDonnell, va ser anomenat president del que va ser anomenat la Divisió Douglas Aircraft de Long Beach. Lewis va dirigir el canvi de rombe de la divisió.
McDonnell Douglas més tard es fusionaria amb Boeing l'agost de 1997. La divisió de defensa i espacial de Boeing té com a base les velles instal·lacions de McDonnell a St. Louis. Els programes llegats de McDonnell Douglas inclouen el F-15 Eagle, AV-8B Harrier II, F/A-18 Hornet, i el F/A-18E/F Super Hornet.

## Productes

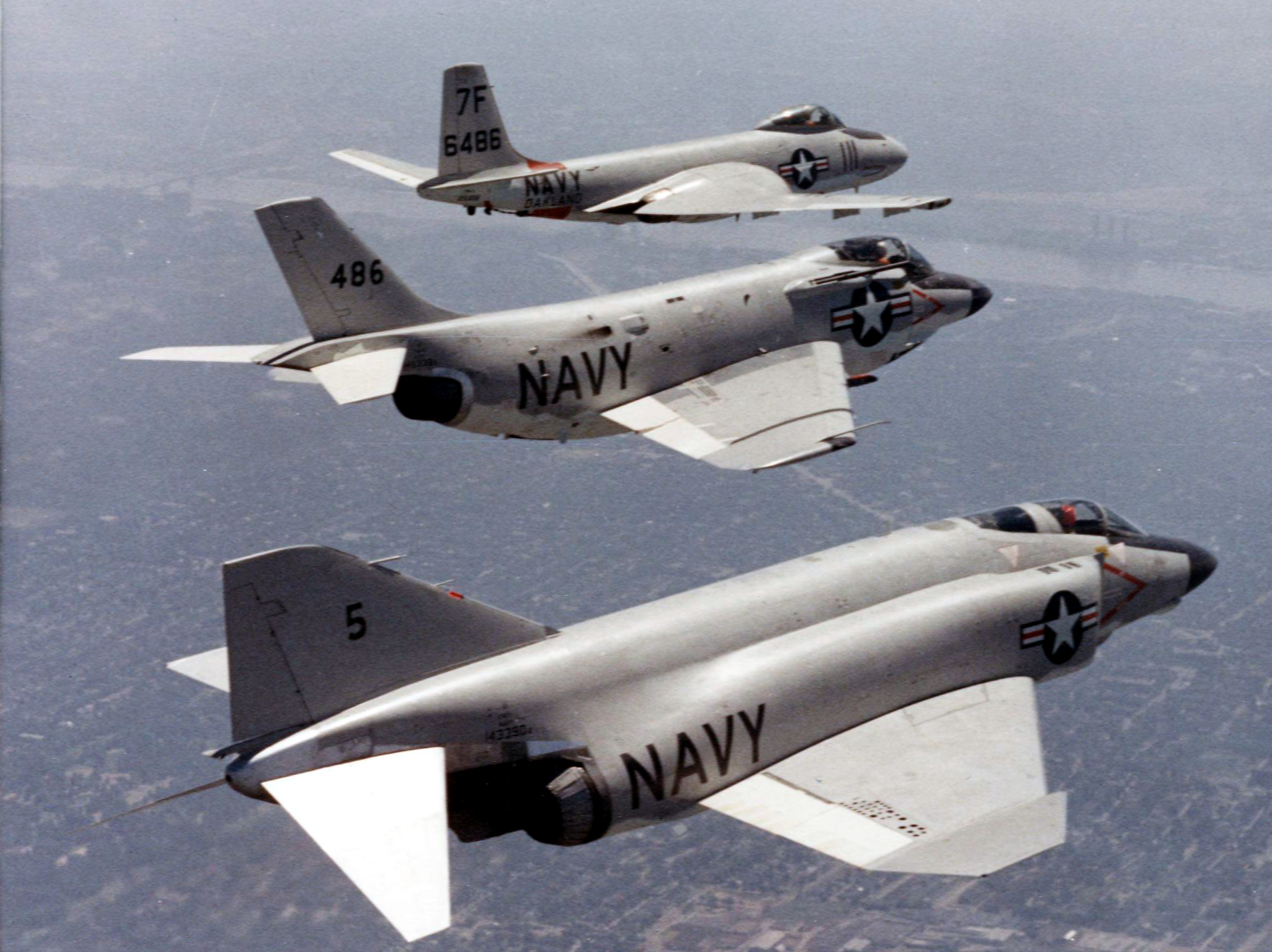
McDonnell F2H Banshee, F3H Demon, i F4H Phantom II

- TD2D/KDD/KDH Katydid drone diana (1942)[6]

Aeronaus
- McDonnell XP-67 caça experimental bimotor d'hèlices (1944)
- McDonnell FH Phantom caça bimotor de reacció (1945)
- McDonnell F2H Banshee caça bimotor naval de reacció (1947)
- McDonnell XF-85 Goblin caça experimental de reacció (1948)
- McDonnell XF-88 Voodoo caça bimotor experimental (1948)
- McDonnell F3H Demon caça monomotor naval de reacció (1951)
- McDonnell F-101 Voodoo caça bombarder de llarg abast bimotor supersònic monoplaça, amb versió biplaça com a interceptor (1954)
- McDonnell Douglas F-4 Phantom II caça bombarder de llarg abast biplaça bimotor supersònic (1958)
- McDonnell 119/220 avió de negocis (1959)
- McDonnell XV-1 convertiplà VTOL (1954)
- McDonnell XHJH-1 Whirlaway helicòpter bimotor (1946)[8]
- McDonnell XH-20 Little Henry helicòpter experimental amb rotor-estatoreactor (1947)
- McDonnell Model 120 helicòpter grua experimental (1957)

Naus espacials tripulades
- Càpsula Mercury
- Càpsula Gemini
- ASSET spaceplane

Míssils
- ADM-20 Quail
- LBD Gargoyle

Motors d'aeronau
- PJ-42 pulsoreactor